# Тарце (Великопольське воєводство)
Тарце (пол. Tarce) — село в Польщі, у гміні Яроцин Яроцинського повіту Великопольського воєводства.
Населення — 361 особа (2011).
У 1975-1998 роках село належало до Каліського воєводства.

## Демографія
Демографічна структура станом на 31 березня 2011 року:
|          | Загалом | Допрацездатний вік | Працездатний вік | Постпрацездатний вік |
| -------- | ------- | ------------------ | ---------------- | -------------------- |
| Чоловіки | 181     | 44                 | 122              | 15                   |
| Жінки    | 180     | 28                 | 116              | 36                   |
| Разом    | 361     | 72                 | 238              | 51                   |